# Комсомольська вулиця (Київ, Радянський район)
Комсомо́льська ву́лиця — зникла вулиця, що існувала в Радянському районі (ніні — Шевченківському) міста Києва, місцевості Арештантські городи, Євбаз. Пролягала від бульвару Тараса Шевченка (з 1985 року це частина проспекту Берестейського) до р. Либідь.
Перетинала Жилянську вулицю.

## Історія
Вулиця виникла в середині 1900-х років під назвою Маріїнський проїзд (вперше показана на карті міста 1912 року), з 1930-х років — Комсомольський провулок, на честь Ленінського Комсомолу (назву підтверджено 1944 року). З середини 1950-х років вживалася назва Комсомольська вулиця.
Ліквідована в 1970-х роках у зв'язку з частковою зміною забудови та переплануванням місцевості.